# Elecciones federales de México de 2021 en Nayarit
Las elecciones federales de México de 2021 en Nayarit se llevaron a cabo el domingo 6 de junio de 2021, y en ellas se renovaron los siguientes cargos de elección popular:
- 3 diputados federales. Miembros de la cámara baja del Congreso de la Unión. Tres elegidos por mayoría simple. Todos ellos electos para un periodo de tres años a partir del 1 de agosto de 2021 con la posibilidad de reelección por hasta tres periodos adicionales.

## Resultados electorales

### Diputados federales por Nayarit

#### Diputados electos
| Candidato                     | Partido | Distrito | Tipo de elección |
| ----------------------------- | ------- | -------- | ---------------- |
| Pavel Jarero Velázquez        |         | 1        | Mayoría relativa |
| Jasmine Bugarín Rodríguez     |         | 2        | Mayoría relativa |
| Jorge Armando Ortiz Rodríguez |         | 3        | Mayoría relativa |

#### Resultados
|  | 37.34 % |

|  | 15.77 % |

|  | 10.65 % |

|  | 9.61 % |

|  | 5.69 % |

|  | 5.16 % |

|  | 2.98 % |

|  | 2.88 % |

|  | 2.86 % |

|  | 2.74 % |

|  | 4.27 % |

|  | 0.05 % |

|  | 100 % |

|  | 53.48 % |

## Resultados por distrito electoral

### Distrito 1. Santiago Ixcuintla
|  | 46.25 % |

|  | 21.95 % |

|  | 19.04 % |

|  | 2.95 % |

|  | 2.45 % |

|  | 2.41 % |

|  | 4.91 % |

|  | 0.02 % |

|  | 100 % |

|  | 60.70 % |

### Distrito 2. Tepic
|  | 51.43 % |

|  | 19.69 % |

|  | 15.53 % |

|  | 4.28 % |

|  | 3.10 % |

|  | 2.59 % |

|  | 3.30 % |

|  | 0.08 % |

|  | 100 % |

|  | 50.83 % |

### Distrito 3. Compostela
|  | 46.81 % |

|  | 27.60 % |

|  | 12.60 % |

|  | 3.43 % |

|  | 3.15 % |

|  | 1.77 % |

|  | 4.62 % |

|  | 0.04 % |

|  | 100 % |

|  | 48.85 % |